# محمد مفتي الشيعة
محمد مفتي الشيعة هو أحد مراجع الشيعة الإثني عشرية في إيران. ولد في أردبيل في رجب 1347 هـ. وهاجر إلى قم وحضر دروس البحث الخارج للمراجع: حسين البروجردي وروح الله الخميني ومحمد المحقق الداماد، كما حضر دروس التفسير عند محمد حسين الطباطبائي. ثم هاجر إلى النجف سنة 1374 هـ، وحضر أبحاث المراجع: محسن الحكيم وأبو القاسم الخوئي ومحمود الشاهرودي، ثم أوفده محسن الحكيم وكيلاً عنه إلى أردبيل حيث مسقط رأسه عام 1379 هـ.